# (6093) Makoto
(6093) Makoto es un asteroide perteneciente al cinturón de asteroides, región del sistema solar que se encuentra entre las órbitas de Marte y Júpiter, descubierto el 30 de agosto de 1990 por Kin Endate y el también astrónomo Kazuro Watanabe desde el Observatorio de Kitami, Hokkaidō, Japón.

## Designación y nombre
Designado provisionalmente como 1990 QP5. Fue nombrado Makoto en homenaje a Makoto Yoshikawa, investigador principal en el Laboratorio de Investigación de Comunicaciones en Japón. Conocido por su activa investigación en mecánica celeste, trabaja en el análisis orbital de planetas menores, cometas, meteoritos, satélites artificiales y desechos espaciales. Quizás sea más conocido por sus análisis orbitales a largo plazo de planetas menores en resonancias seculares y de movimiento medio.

## Características orbitales
Makoto está situado a una distancia media del Sol de 2,479 ua, pudiendo alejarse hasta 2,815 ua y acercarse hasta 2,144 ua. Su excentricidad es 0,135 y la inclinación orbital 6,242 grados. Emplea 1426,40 días en completar una órbita alrededor del Sol.

## Características físicas
La magnitud absoluta de Makoto es 13. Tiene 5,853 km de diámetro y su albedo se estima en 0,205. 